# 萧崇素
萧崇素（1905年—2002年），原名萧宗璞，又名萧梅，笔名巴兰，男，四川安县人，中国民间文学家、作家，曾任中国民俗学会顾问。